# Bločiško polje
Bločiško polje je suho kraško polje v okolici naselja Bločice med Cerkniškim poljem in Bloško polico. Na južnem obrobju polja je Mrzla jama, na vzhodnem pa več kraških izvirov.